# 베카 토빈
베카 토빈(Becca Tobin, 1986년 1월 18일 ~ )은 미국의 배우이다.

## 출연 작품
- 글리 시즌6 (2015)